# Борувкі (Великопольське воєводство)
Борувкі (пол. Borówki, нім. Waldtal) — село в Польщі, у гміні Шамоцин Ходзезького повіту Великопольського воєводства.
У 1975-1998 роках село належало до Пільського воєводства.